# Baron Waqa
Baron Divavesi Waqa (ur. 31 grudnia 1959 na Nauru) – nauruański muzyk i polityk. Prezydent Nauru od 11 czerwca 2013 do 27 sierpnia 2019.
Ukończył studia na Uniwersytecie Południowego Pacyfiku, uzyskując dyplom Bachelor of Education oraz na Monash University z tytułem Master of Education Policy and Administration.
W Parlamencie Nauru zasiadał od 2003 do 2019 roku jako reprezentant okręgu wyborczego Boe. W gabinecie prezydenta Ludwiga Scotty'ego pełnił funkcję ministra spraw wewnętrznych i edukacji. Działał w wielu departamentach, m.in. zdrowia, edukacji czy robót publicznych.
11 czerwca 2013 wybrany został na prezydenta Nauru. Jego przeciwnikiem był Roland Kun, były minister finansów, z którym Waqa wygrał stosunkiem głosów 13–5.
W wyborach parlamentarnych w 2019 roku utracił mandat, a tym samym możliwość dalszego sprawowania urzędu prezydenta.